# Nesvrta (Leskovac)
Pour les articles homonymes, voir Nesvrta.
Nesvrta (en serbe cyrillique : Несврта) est un village de Serbie situé sur le territoire de la Ville de Leskovac, district de Jablanica. Au recensement de 2011, il comptait 48 habitants.

## Démographie
| 1948 | 1953 | 1961 | 1971 | 1981 | 1991 | 2002 | 2011 |
| ---- | ---- | ---- | ---- | ---- | ---- | ---- | ---- |
| 204  | 236  | 251  | 241  | 218  | 177  | 128  | 48   |

|  |